# Super Metroid
Super Metroid (スーパーメトロイド, Sūpā Metoroido) é um jogo eletrônico de ação-aventura lançado em 1994 para o Super Nintendo Entertainment System. É o terceiro jogo da série Metroid e foi desenvolvido para a Nintendo pela sua subsidiária, R&D1. Super Metroid é uma sequência direta de Metroid II: Return of Samus de 1991. Nele, o jogador controla a caçadora de recompensas Samus Aran, que viaja até o planeta Zebes para recuperar um Metroid roubado pelos Piratas Espaciais. Durante sua aventura, Samus encontrará aperfeiçoamentos para sua armadura ao mesmo tempo em que procura os chefes e seu objetivo final, o Metroid.
O jogo foi dirigido e escrito por Yoshio Sakamoto, produzido por Makoto Kano e programado pela Intelligent Systems, com Gunpei Yokoi servindo como gerente geral. Foi o primeiro a conter 24-megabits no cartucho do Super Nintendo, o que foi um avanço na época, com gráficos mais apurados e som de ótima qualidade. A jogabilidade centra-se na exploração de cenários 2D em grandes áreas de mundo aberto, com o jogador coletando diversos itens e power-ups. Ele introduziu novos conceitos à série, como a tela de inventário, a unidade de mapeamento automática e a capacidade de disparar em todas as direções.
Super Metroid recebeu muitos elogios da crítica especializada devido a sua atmosfera, jogabilidade, música e gráficos. É frequentemente citado como um dos maiores jogos eletrônicos de todos os tempos. Vendeu cerca de 1,42 milhão de cópias em todo o mundo até o final de 2003. Ao lado de Castlevania: Symphony of the Night, Super Metroid é creditado por estabelecer o gênero "Metroidvania", inspirando vários jogos e desenvolvedores independentes. Também se tornou popular entre os jogadores de speedrunning.
O jogo foi relançado em vários consoles e serviços da Nintendo. Em agosto de 2007, a Nintendo disponibilizou o download do de Super Metroid no serviço Virtual Console do Nintendo Wii nos Estados Unidos, e mais tarde foi disponibilizado no Japão e na Europa. Em maio de 2014, o jogo tornou-se uma das recompensas do Nintendo Club, podendo ser baixado para o Wii U. Em 2016, foi relançado como parte da biblioteca do Virtual Console para o New Nintendo 3DS e, em 2017, uma cópia digital do título vinha instalado do Super Nintendo Classic Edition. Também foi disponibilizado, em setembro de 2019, para o Nintendo Switch, através da assinatura do Nintendo Switch Online.

## Jogabilidade
Super Metroid é um jogo de plataforma 2D side-scrolling de ação-aventura ambientado no planeta fictício Zebes, em um grande mundo aberto com áreas ligadas por portas e elevadores. O jogador controla a caçadora de recompensas Samus Aran, que procura no planeta por um Metroid que foi roubado por Ridley, o líder dos Piratas Espaciais. Samus pode correr, saltar, agachar e disparar uma arma em oito direções; ela também pode realizar outras ações, como saltar de uma parede a outra em rápida sucessão para chegar a áreas mais elevadas. A capacidade "Moon Walk", em homenagem ao movimento da dança popular de mesmo nome, permite que Samus ande para trás, enquanto dispara ou carrega sua arma.

Uma cena do jogo com Samus. Sua saúde, estoque de armas e um auto-mapa são exibidos na parte superior da tela.

O heads-up display (Interface) mostra a saúde de Samus, o modo de fornecimento de tanques de energia reserva, ícones que representam as armas e um mapa que mostra sua localização e seus arredores. Durante todo o curso do jogo, o jogador coleta power-ups que aumentam o poder da armadura e armas de Samus, bem como lhe concede habilidades especiais, permitindo-lhe o acesso às áreas que anteriormente eram inacessíveis. O Morph Ball, por exemplo, permite que Samus se transforme em uma bola, permitindo-lhe rolar em lugares apertados, bem como plantar bombas; o Spring Ball adiciona a capacidade de saltar na forma de Morph Ball; o Speed Booster pode ser usado para correr em altas velocidades e também para destruir barreiras e inimigos; o Space Jump permite que Samus pule infinitas vezes no ar para cobrir grandes distâncias; o Screw Attack adiciona uma lâmina de energia na forma Space Jump, podendo destruir a maioria dos inimigos e também alguns blocos; o Grapple Beam pode ser utilizado para se pendurar no teto, através de um feixe de laser; o X-ray Scope é usado para ver itens escondidos e passagens secretas através de paredes e outras superfícies.
O jogo também apresenta uma série de armas secundárias que Samus poderá encontrar em sua jornada, tais como os Missiles (Mísseis), que podem ser utilizados para abrir portas vermelhas; os Super Missiles, mísseis mais poderosos que o anterior, que além de permitir abrir portas vermelhas, abre também as verdes; e o Power Bomb, uma bomba poderosa que Samus implanta para criar uma grande explosão, podendo abrir portas amarelas. Além disso, Super Metroid possui uma tela de inventário, em que o jogador pode ativar e desativar armas e habilidades, combinar armas, ou repor a saúde usando "Tanques de Energia Reservas"; quando o modo de saúde é definido como "auto", os tanques de energia reservas são utilizados automaticamente quando a saúde de Samus estiver esgotada. O sistema de salvamento de Metroid II: Return of Samus também foi implantando em Super Metroid, que permite ao jogador salvar e retornar ao jogo em qualquer um dos pontos de salvamentos espalhados pelo planeta. O jogador também pode salvar o jogo entrando na nave espacial de Samus, que ainda recarrega totalmente sua saúde e munição.
Super Metroid possui três finais baseados no tempo necessário para completar o jogo, que determina se Samus posa com ou sem a sua armadura. O final sem a armadura é alcançado quando o jogo é completado em menos de três horas.

## Enredo
No ano 2003 do Calendário Cósmico, representantes de vários planetas se uniram para formar a Federação Galáctica, permitindo que muitas civilizações construíssem relações de comércio. No entanto, Piratas Espaciais saqueavam naves espaciais. Para amenizar esses problemas, o Escritório da Federação Galáctica criou a Polícia da Federação Galáctica, cujo objetivo é impedir as ações dos Piratas Espaciais, em seguida, contrata um grupo de elite, os Caçadores do espaço.
No ano 20X5 do Calendário Cósmico, uma nave de pesquisa levou para a Terra uma forma de vida desconhecida e perigosa descoberta no planeta SR388, os Metroids. Durante a viagem, a nave é atacada pelos Piratas Espaciais que a apreendem e se escondem nas profundezas do planeta-fortaleza Zebes, visando controlar a reprodução dos Metroids para usá-los como arma e lançar uma guerra bacteriológica. A Federação então contrata Samus Aran, que vai para Zebes. Ela consegue frustrar os planos dos Piratas Espaciais e os elimina. Esses eventos acontecem durante a primeiro jogo da série.
Após uma missão em SR388 em Metroid II: Return of Samus, Samus Aran capturou o último Metroid e o levou para a colônia espacial de Ceres para estudo científico. A investigação do espécime, uma larva, revela que suas habilidades de produção de energia foram na verdade aproveitadas para o bem da civilização. Pouco depois de partir, Samus recebe uma chamada de socorro alertando-a para retornar à colônia imediatamente. Todavia, ao chegar lá, ela encontra todos os cientistas mortos. Também encontra Ridley, o líder dos Piratas Espaciais, e o confronta, no entanto ele foge após a ativação de autodestruição da colônia, levando consigo a larva Metroid. Samus consegue também escapar da colônia a tempo de sua destruição e segue Ridley até o planeta Zebes. Após chegar no planeta, Samus descobre que os piratas reconstruíram sua base por lá.
Depois de derrotar quatro chefes em várias regiões de Zebes, incluindo Ridley, Samus entra em Tourian, a área final do jogo, e luta contra vários Metroids, que de alguma forma se reproduziram. Um único Metroid que cresceu a um tamanho enorme ataca e quase destrói Samus, mas cede no último momento. É a larva que foi roubada de Ceres. Como Samus esteve presente no momento de seu nascimento em SR388, o Metroid reconheceu Samus como sua "mãe".
No último ato, Samus luta contra Mother Brain, uma criatura biomecânica que controla os sistemas de Zebes. Quando Mother Brain domina Samus, quase a matando, a larva Metroid intervém, atacando a Mother Brain e curando Samus, confirmando as descobertas dos cientistas. Depois disso, Mother Brain mata o Metroid, mas, após a morte, dá a Samus o Hyper Beam, uma arma poderosa o suficiente para matar Mother Brain. Com o fim da batalha, Zebes inicia sua autodestruição, mas Samus escapa do planeta com sua nave.

## Desenvolvimento

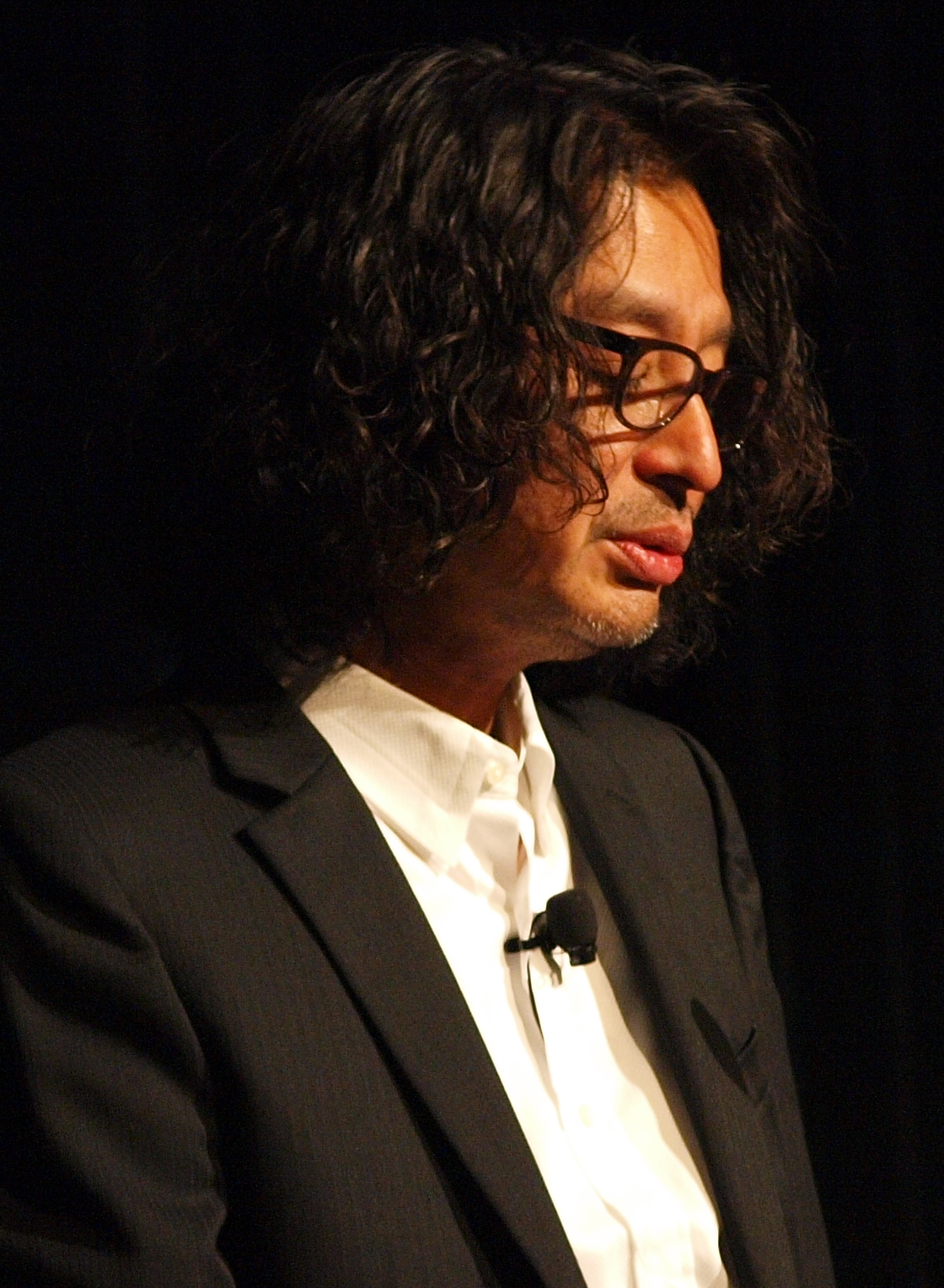
Yoshio Sakamoto, o diretor e escritor de Super Metroid, na Game Developers Conference de 2010.

Super Metroid foi desenvolvido pela Nintendo Research & Development 1 com uma equipe gerida por Gunpei Yokoi. O jogo foi dirigido e escrito por Yoshio Sakamoto, e produzido por Makoto Kano. A desenvolvedora Intelligent Systems, que co-desenvolveu o jogo Metroid original com a R&D1, também esteve presente no desenvolvimento de Super Metroid. O jogo, que foi lançado quase uma década depois do primeiro jogo da série Metroid, levou metade de um ano para obter a aprovação para a ideia inicial, e o desenvolvimento real do jogo levou mais de dois anos para ser concluído. Quando perguntado por que o jogo levou tanto tempo para ser lançado, Sakamoto respondeu, "Nós queríamos esperar até que existisse uma necessidade real de um jogo de ação". O diretor também explicou que tudo fazia parte do planejamento para o retorno de Samus Aran. Áreas presentes nos primeiros jogos da série também foram inseridas no Super Metroid para adicionar uma sensação de familiaridade que satisfizesse os jogadores dos primeiros jogos anteriores da série.
O principal objetivo dos desenvolvedores era fazer um "bom jogo de ação". Eles queriam que o jogo tivesse um grande mapa, mas encontraram dificuldades para organizar a quantidade de dados gráficos envolvidos. Houve diversas ideias, mas os desenvolvedores decidiram "dividir o jogo" em muitas mini-aventuras. Novas armas foram introduzidas, incluindo o Grapple Beam, utilizado para trancar um feixe de laser sob o teto. O jogo é o primeiro da série a permitir que Samus atire em todas as direções enquanto se move, e é um dos primeiros jogos de mundo aberto que oferece ao jogador uma unidade de mapeamento. O recurso mostra os contornos dos lugares, locais de salas importantes e pontos para itens especiais.
Pouco antes do lançamento do jogo, a Entertainment Software Rating Board, uma organização de autorregulação, foi formada em resposta à crescente violência encontrada em jogos como o de Mortal Kombat de 1992. Quando perguntado se ele achava que a recente violência presente no jogo iriam causar reações negativas para Super Metroid, Sakamoto declarou: "Não acho que há muita violência no jogo." Usando Samus como um exemplo, ele explicou que o seu propósito é manter a paz na galáxia, afirmando "A violência existe por uma razão específica, ao invés de chocar os jogadores." Super Metroid foi distribuído em cartuchos de 24-megabit, tornando-se o maior jogo de SNES no momento de seu lançamento. O diálogo de abertura do jogo foi dublado por Dan Olsen.
O jogo foi apresentado em uma exposição de jogo do Consumer Electronics Show no inverno de 1994. Naquela oportunidade, foi eleito o melhor jogo de SNES da feira pela GamePro.

### Trilha sonora
As músicas de Super Metroid foram compostas por Kenji Yamamoto e Minako Hamano, e usa versões de músicas de jogos anteriores de 16 bits. De acordo com Yamamoto, este cantarolava o tema do jogo enquanto andava de motocicleta para o trabalho. Além de compor a música, Yamamoto serviu como um programador de som e criou efeitos sonoros para o jogo. Esses papéis simultâneos permitiu-lhe "a produzir música distinta de Metroid com o ouvido de um programador de som, com o ouvido de um criador de efeito sonoro, e com a metodologia de abordagem e teoria de um compositor". Os arranjos e remixes de temas do jogo foram usados em Metroid Prime e suas sequências, segundo Yamamoto: "[...] para satisfazer os velhos fãs de Metroid. É como um presente para eles."
A maioria das faixas de Super Metroid foram lançadas em um álbum intitulado Super Metroid: Sound in Action, publicado pela Sony Music em 22 de junho de 1994, sob o número de catálogo SRCL-2920. O álbum contém 38 faixas e abrange uma duração de 58:49. Também inclui as faixas do primeiro jogo Metroid compostas por Hirokazu Tanaka e faixas adicionais arranjadas por Yoshiyuki Ito e Masumi Ito.

## Lançamentos
O jogo foi lançado pela Nintendo primeiramente no Japão em 19 de março de 1994, depois na América do Norte em 18 de abril e na Europa em 28 de julho do mesmo ano. A distribuição foi feita em um cartucho de 24 megabits. Também foi relançado através do serviço Nintendo Power no Japão em 30 de setembro de 1997. Na década seguinte, Super Metroid tornou-se disponível no serviço de vendas de jogos Virtual Console do console Wii na América do Norte em 20 de agosto de 2007, no Japão em 20 de setembro e na Europa em 12 de outubro do mesmo ano. O jogo foi mais tarde lançado no Virtual Console do Wii U em maio de 2013, inicialmente disponível durante a campanha de teste por um preço mais baixo antes de voltar ao preço normal no mês seguinte, e também no Virtual Console específico para Nintendo 3DS em abril de 2016.
Em setembro de 2017, a Nintendo lançou o Super NES Classic Edition, que incluía Super Metroid entre seus jogos. Dois anos depois, o jogo foi adicionado ao serviço de assinatura Nintendo Switch Online.

## Recepção
Super Metroid foi aclamado pela crítica generalizada devido a sua atmosfera, jogabilidade, áudio, elementos cinematográficos e gráficos, tornando-se muito popular entre os jogadores de speedrun. Frank Provo, do GameSpot, comentou que "os gráficos coloridos e a música sombria transmite uma atmosfera assustadora; O ritmo suave significa que você está sempre coletando novos itens ou enfrentando novos inimigos, e você vai se sentir obrigado a jogar novamente depois de tê-lo finalizado", e reiterou que Super Metroid é um dos melhores jogos de ação-aventura 2D já produzidos. O GamesRadar elogiou a trilha sonora criada por Kenji Yamamoto, chamando-a de "fenomenal", e também citou que é uma das melhores de todos os tempos. Uma revisão da Nintendo Life também fez elogios à sua atmosfera, controles e sua exploração de mapas. A revista VideoGame comparou a sensação claustrofóbica do jogo com a experiência de assistir pela primeira vez o filme Aliens, de 1986. Já a revista Electronic Gaming Monthly concedeu-lhe o prêmio de "Jogo do Mês", comparando-o favoravelmente ao Metroid original e aplaudindo os gráficos, as muitas armas e itens disponíveis, e a trilha sonora. Cada um dos quatro revisores deu notas de nove entre dez.
Embora suas vendas não tenham sido as esperadas no Japão, o jogo obteve mais vendas na América do Norte e Europa, totalizando 1,42 milhão de cópias vendidas no mundo todo. Andy Robinson, do GamesRadar, afirmou que o jogo foi lançado "no lugar errado, na hora errada", lutando contra jogos mais populares comercialmente, como Donkey Kong Country, de 1994, e com o lançamento dos consoles de videogame PlayStation e Sega Saturn.
A revista britânica de videogames Super Play contou com três editores analisando o jogo. Zy Nicholson notou que o jogo era melhor do que seu jogo favorito, Mega Man X, descrevendo Super Metroid como "mais uma experiência do que um jogo". Comparando o jogo com o filme Aliens, Nicholson sentiu que o jogo era mais bem experimentado quando jogado no escuro com o volume alto. Ele achava o jogo tão compulsivo que se sentia tentado a jogar "sem comer nem dormir". Tony Mott, também da revista, escreveu que a atmosfera é a característica mais notável, comparou os elementos de Metroid com Turrican (1990), Aliens, Exile (1989) e Nodes of Yesod (1985). Apreciando os controles do jogo, Mott aplaudiu a capacidade da Nintendo de criar uma jogabilidade refinada. Ele concluiu sua análise chamando Super Metroid de "sem dúvida o melhor jogo que joguei este ano até agora", prevendo que qualquer pessoa que jogasse estaria "jogando um jogo destinado ao status de clássico". O terceiro revisor, James Leach, concordou com Nicholson e Mott que Super Metroid era o que Mega Man X deveria ser. Concluindo sua análise, Leach escreveu que Super Metroid continha tudo o que ele procurava em um videogame: "jogabilidade, truques ocultos, armas poderosas e vilões fumegantes". Depois de resumir as críticas, o veredicto da revista foi: "Todos nós amamos este jogo. Super Metroid é absolutamente maravilhoso e você deve possuí-lo.", dando-lhe uma nota geral de 92%.
Lucas Thomas do site IGN chamou a versão do virtual console de Super Metroid de "obrigatória", comentando que embora o jogo tenha sido lançado nove meses após o lançamento do Wii, valeu a pena esperar. Para jogadores que nunca jogaram Super Metroid, Thomas afirma que "você deve a si mesmo, como jogador, finalmente descobrir o que você tem perdido todos esses anos". Ainda no tocante à versão para o virtual console, Frank Provo, em sua análise no site GameSpot, considerou "absolutamente surpreendente que a Nintendo tenha deixado passar 13 anos antes de disponibilizar o Super Metroid novamente", mas considerou que o mais importante era que os jogadores "agora podem jogar esta obra-prima sem ter que rastrear o cartucho original do Super Nintendo Entertainment System ou se remexer com emuladores com legalidade questionável". Apesar de admitir que a versão do Virtual Console era essencialmente "nada mais do que uma versão simples e emulada de um jogo SNES de 13 anos" que não era mais de ponta, ele ainda estava satisfeito com o jogo e reiterou sua crença de que Super Metroid é "um dos melhores jogos de ação e aventura 2D já produzidos".

### Lista de melhores jogos
Super Metroid é frequentemente citado entre os melhores jogos de todos os tempos. A Electronic Gaming Monthly o concedeu como o Melhor Jogo de Ação de 1994, e nomeou-o como melhor jogo de todos os tempos em 2003. Em rankings anuais do IGN de "Top 100 melhores jogos de todos os tempos", Super Metroid foi classificado em 3.º lugar (2003), 10.º lugar (2005), 4.º lugar (2006), 7.º lugar (2007), 6.º lugar (2008), além de nomeá-lo como o 3.º melhor jogo do Super NES. Da mesma forma, os leitores do IGN classificaram o jogo em 11º lugar na lista dos 99 melhores jogos de todos os tempos em 2005 e 4º em seus 100 melhores jogos em 2006. GamePro listou Super Metroid como um dos 15 jogos retro para o Wii que você deve jogar. Além disso, o jogo também foi colocado no 1.º lugar na lista dos melhores games de Super Nintendo do GamesRadar, batendo Chrono Trigger (2.º) e The Legend of Zelda: A Link to the Past (3º). Super Metroid também recebeu notas muito positivas, com uma pontuação média de 96,55% no site GameRankings, sendo o jogo melhor avaliado no ranking de Super NES. No ano de 2006, a revista Nintendo Power colocou Super Metroid em 12.º lugar no ranking de 200 melhores jogos para um console da Nintendo. Em 2007, a revista Edge classificou Super Metroid em 10.º lugar na sua lista de melhores jogos da história. Em 2009, o site Game Informer classificou o jogo em 29.º lugar na lista de 100 melhores jogos de todos os tempos.  Por sua vez, o site GamesRadar nomeou Super Metroid o melhor jogo SNES de todos os tempos, enquanto a revista Nintendo Power o considerou o melhor jogo da série Metroid, na frente de Metroid Prime e Metroid: Zero Mission. Na versão emulada, o site GamePro listou Super Metroid como um dos quinze jogos retrô imperdíveis do Wii.

## Legado
A jogabilidade e o design de Super Metroid influenciou outros jogos, como Shadow Complex e Axiom Verge. Os lançamentos de jogos com conceitos de jogabilidade semelhantes a Super Metroid e Castlevania: Symphony of the Night da Konami resultou na criação do gênero "Metroidvania", devido a fórmula de exploração de cenários 2D em grandes áreas, e elementos de atualizações de armas e habilidades especiais.
Várias ROM hacks de Super Metroid foram liberados pelos fãs, que acrescentou novos recursos que não estão incluídos no jogo original. Super Metroid: Redesign, criado por "drewseph", em 2006, apresenta novos itens, áreas expandidas e física modificada. Em 2011, um hacker japonês "SB" lançou um hack ROM intitulado Metroid: Super Zero Mission, que pretendeu combinar elementos de Super Metroid com Metroid: Zero Mission.

### Sequências
Depois de Super Metroid, a franquia ficou em hiato de oito anos, dado que não houve lançamento para o Nintendo 64. O produtor da série Metroid, Gunpei Yokoi, deixou a Nintendo em agosto de 1996, em meio ao fracasso do Virtual Boy, e mais tarde morreu em um acidente de carro em outubro de 1997.
Durante o hiato da série, os fãs esperaram ansiosamente por um jogo Metroid para o Nintendo 64 (N64). Não obstante, segundo Shigeru Miyamoto, a Nintendo não desenvolveu uma versão de Metroid para o N64 porque "não conseguiram apresentar nenhuma ideia concreta". Sakamoto disse que não conseguia imaginar como o controle do N64 poderia ser usado para controlar Samus. A Nintendo chegou a procurar outra empresa para produzir uma versão para o N64, mas a oferta foi recusada porque os desenvolvedores achavam que não poderiam fazer um jogo que se igualasse aos padrões de Super Metroid.
Em 2002, dois novos jogos de Metroid foram lançados pela Nintendo, marcando o retorno da série após um intervalo de oito anos. Os jogos foram Metroid Fusion, um side-scroller 2D desenvolvido para o Game Boy Advance da Nintendo R&D1, a mesma equipe que desenvolveu Super Metroid; e Metroid Prime, um jogo de ação e aventura em primeira pessoa desenvolvido para o GameCube pela Retro Studios-Nintendo sediada em Austin, Texas, e foi o primeiro jogo de Metroid a caracterizar computação gráfica em 3D. Tanto o Fusion quanto o Prime ganharam aclamação da crítica, com este último ganhando vários prêmios de jogo do Ano. Depois de Metroid Prime, mais três jogos em perspectiva de primeira pessoa e um pinball spin-off foram lançados, incluindo a sua sequência, Metroid Prime 2: Echoes.